# Mausoleum Völkers

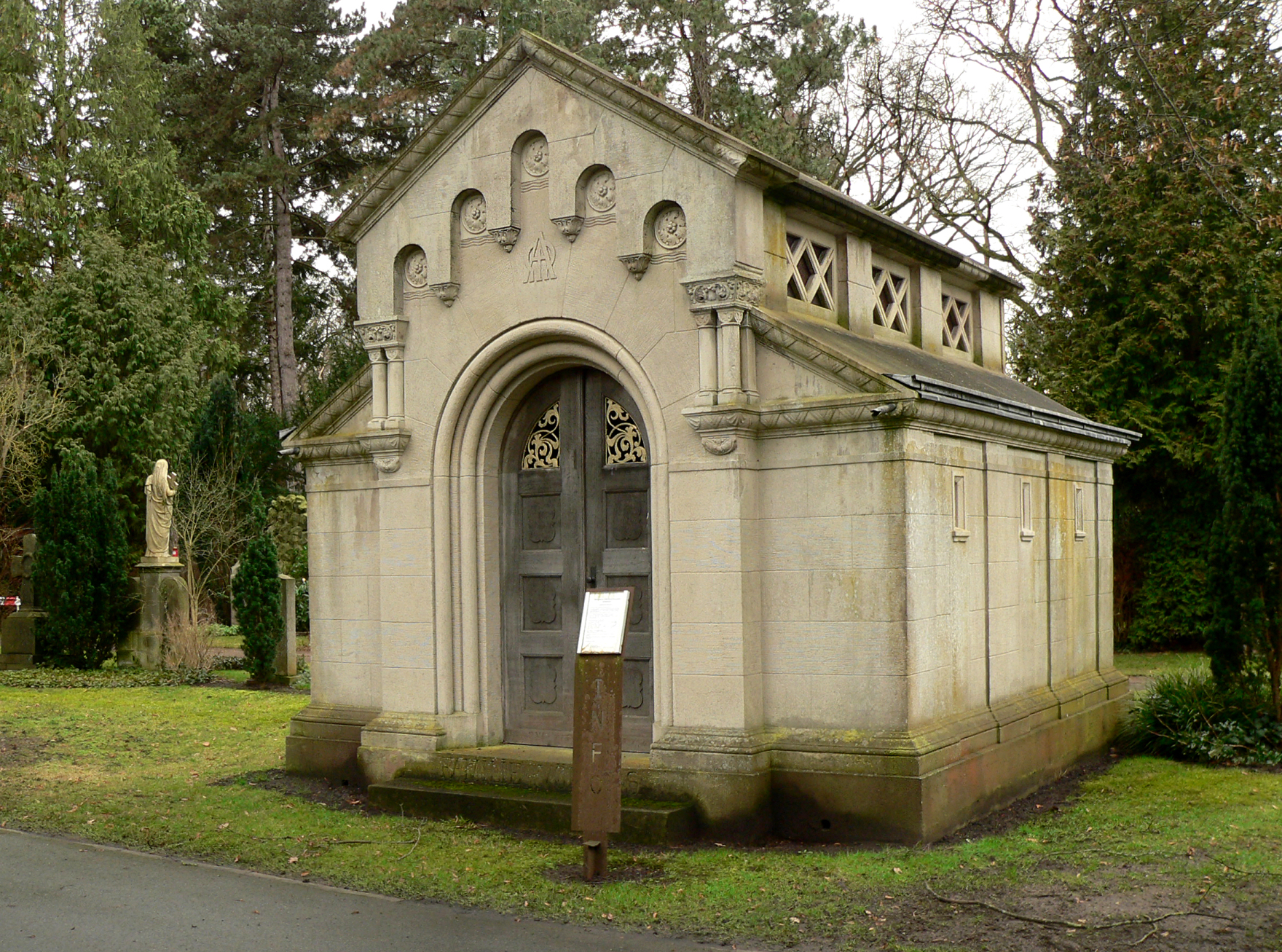
Mausoleum Völkers

Das Mausoleum Völkers ist ein Grabmal auf dem Stadtfriedhof Engesohde in Hannover. Es wurde 1911 auf dem Erbbegräbnis der Hotelbesitzer- und Kaufmannsfamilie Völkers aus Bad Pyrmont errichtet. Das als Kulturdenkmal ausgewiesene Mausoleum steht heute im Eigentum der Stadt Hannover. Die Besonderheit des Bauwerks ist sein Baumaterial Beton.

## Geschichte

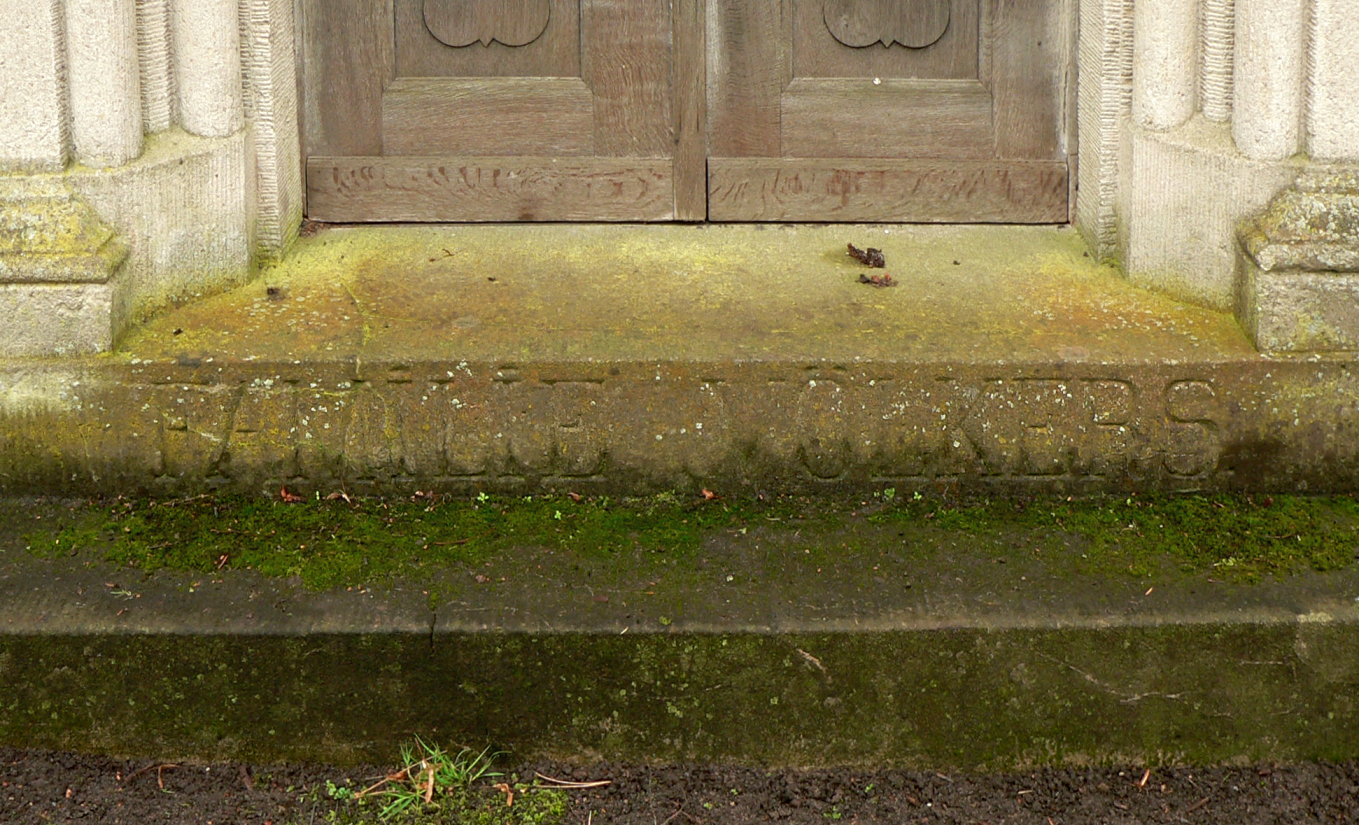
Inschrift „Familie Völkers“ auf der oberen Treppenstufe am Eingang

In der Gruft unter dem Mausoleum wurden bis 1955 neun Mitglieder der Familie Völkers beigesetzt. Die Gruft wurde später geräumt, und das nun ungenutzte Bauwerk ging 1984 an die Stadt Hannover über. Als Neunutzung plante die Stadt ein Kolumbarium. Aufgrund von Bauschäden ließ die Stadt das Grabmal unter fachlicher Beratung durch das Niedersächsische Landesamt für Denkmalpflege von 2013 bis 2016 sanieren und restaurieren, die Kosten beliefen sich auf 140.000 Euro.

## Baubeschreibung

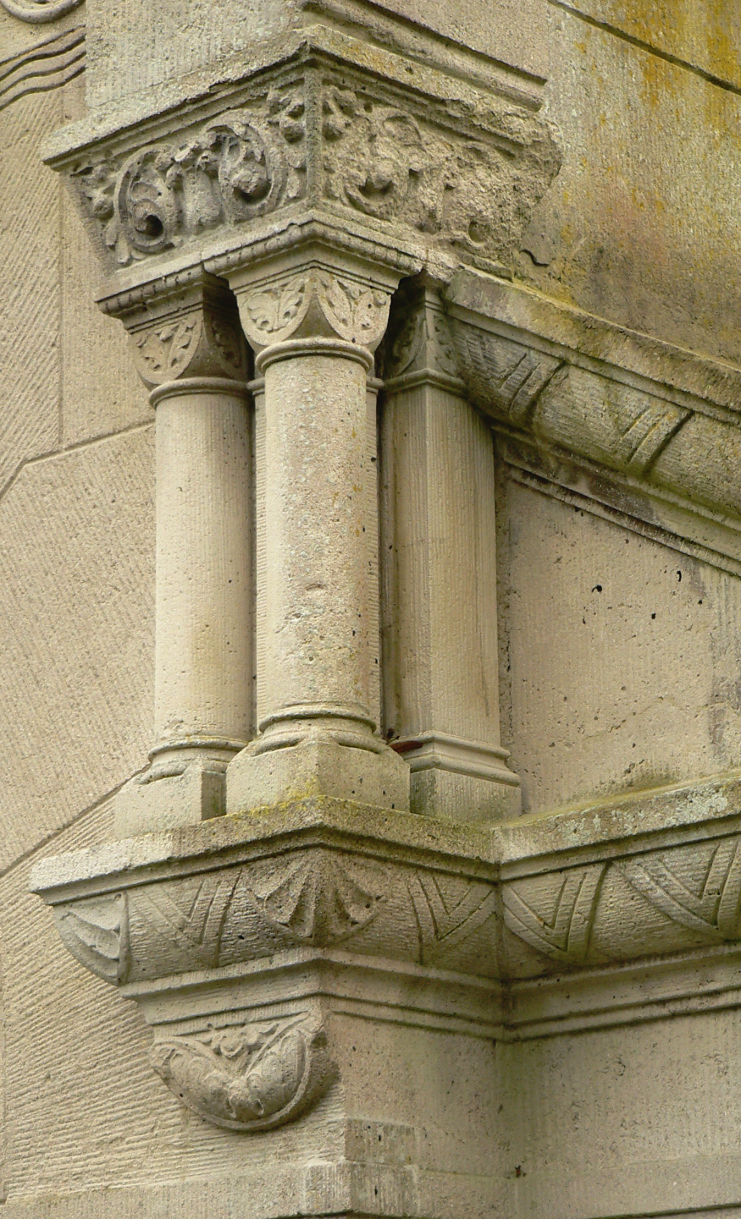
Plastischer Schmuck aus Betonwerkstein

An der Stelle des Grabmals existiert bereits seit 1906 die unterirdische Gruft, die beim Bau des Mausoleums 1911 durch den hannoverschen Bildhauer Adolf Becker erhalten blieb. Das Mausoleum hat eine Größe von vier Meter mal vier Meter und ist im Inneren etwa vier Meter hoch. Das Bauwerk ist symmetrisch in einen erhöhten Mittelteil mit Satteldach und zwei  niedrigere Seitenteile mit Pultdach gegliedert, so dass es den Eindruck einer romanischen Basilika erweckt.
Das Bauwerk besteht dem Restaurierungsbericht nach teils aus mit Eiseneinlagen bewehrtem Eisenbeton, teils aus unbewehrtem Stampfbeton. Die Mauern bestehen aus einem Füllbeton-Kern und einer äußeren Feinbetonschicht, in die plastische Elemente aus Betonwerkstein integriert sind. Die Oberflächen wurden abschließend steinmetzmäßig mit Maschinen bearbeitet, um scharriertes Quadermauerwerk zu imitieren. Die Denkmalpflegerin Christina Krafczyk bezeichnet das Grabmal als Betonwerksteinbau, der wie aus Naturstein aussehen, aber dauerhafter sein sollte.